# 矢富勇毅
矢富 勇毅（やとみ ゆうき、1985年2月16日 - ）は、日本の元ラグビー選手。2023-24シーズンまでジャパンラグビーリーグワン静岡ブルーレヴズで活躍し、現在は同チームでコーチ職を務める。

## プロフィール
- 京都府京都市出身。
- ポジションはスクラムハーフ(SH)。
- 身長 172 cm、体重 82 kg
- 日本代表キャップは16。
- ニックネームはヤッツ。
- 弟の洋則もラグビー選手[1]。

## 来歴
京都成章高校では2年次に花園、 3年次には国体に出場した。高校ではバックスのポジションをすべてこなしたことがある。お笑い芸人の藤本淳史（元・田畑藤本）と高道淳史（プリンセス金魚）は高校の同期。
当時早稲田大学ラグビー蹴球部監督の清宮克幸が高校時代の矢富を見て、京都成章の湯浅泰正監督に「あいつにスクラムハーフをやらせてみてくれ」と言い、スクラムハーフでプレーしたところ、清宮監督が「早稲田に来たら歴史に残るスクラムハーフになる」と思ったほど印象的なプレーヤーだった。
高校卒業後は、清宮監督との縁もあり早稲田大学に進学。進学後はおもにスクラムハーフとして活躍。高校時代にフルバック、早稲田大学でもセンターやスタンドオフをたまにこなし、バックスであればどこでも出来るという、すごく器用な選手である。3年生からスクラムハーフのレギュラーとなり、今までのスクラムハーフの概念を覆すような、奇想天外なプレーをする。なおラグビー選手の今村雄太と曽我部佳憲と首藤甲子郎と菅野朋幸と種本直人と茂木隼人は大学の同期。
「自らサイドを仕掛けたり、どこからでも突破していくので、フォローにつくのが大変だった」と、元早稲田キャプテンの佐々木隆道は語っている。
2007年、ヤマハ発動機に入社。 同年に行われるワールドカップの最終メンバーにも選ばれ、初戦のオーストラリア戦に試合出場を果たした。
2015年、ラグビーワールドカップ2015のバックアップメンバーに選出された。 また同年12月にはスーパーラグビーの日本チームサンウルブズの2016年スコッドに入った。
2021年、静岡ブルーレヴズのプレイングアドバイザーに就任。2022-23シーズンまで務める。
リーグワン2023‐24シーズン（最終節、2024年5月5日の東芝ブレイブルーパス東京戦）をもって、現役を引退。試合終了後に引退セレモニーが行われた。
2024年6月、静岡ブルーレヴズのアシスタントコーチに就任した。